# Mac Cairthind

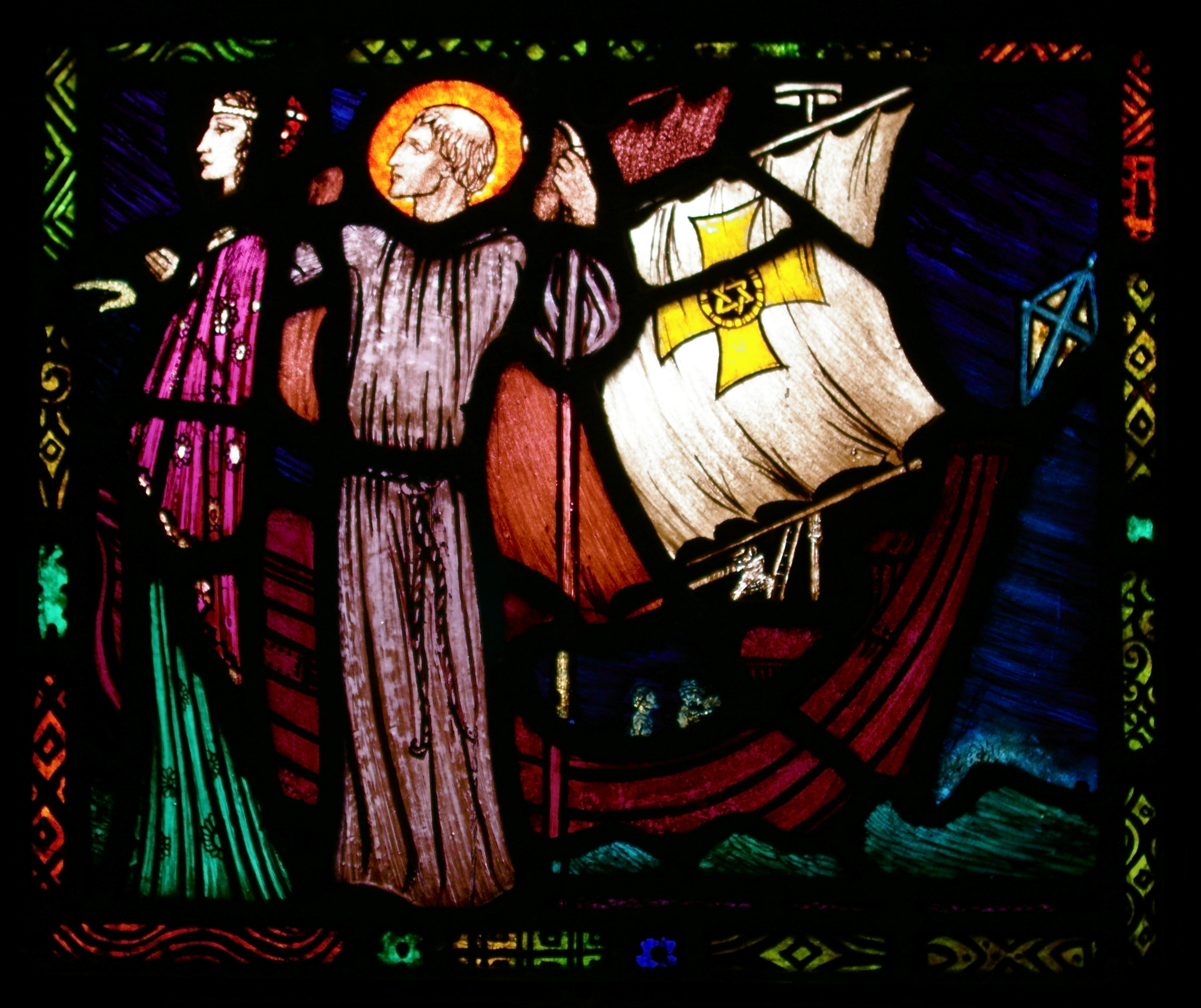
Il santo in una vetrata della St. Joseph's Church di Carrickmacross

Mac Cairthind (... – 505) è stato il fondatore e il primo vescovo della sede episcopale di Clogher. Il suo culto come santo è stato confermato da papa Leone XIII nel 1902.

## Biografia
Secondo la tradizione agiografica, era seguace di san Patrizio e aveva il compito di trasportarlo quando era necessario guadare corsi d'acqua o attraversare luoghi impervi: divenuto troppo anziano per svolgere tale compito, si lamentò con Patrizio di essere l'unico suo discepolo a non avere ancora una propria Chiesa, così il maestro lo inviò a fondarne una a Clogher.

## Il culto
Papa Leone XIII, con decreto del 19 giugno 1902, ne confermò il culto con il titolo di santo.
Il suo elogio si legge nel martirologio romano al 24 marzo.